# RBS TV Santa Maria
RBS TV Santa Maria es una estación de televisión brasileña con ubicación en Santa Maria, RS. Retransmite la programación de la Rede Globo y genera programas locales de buena audiencia, como el Jornal do Almoço y RBS Notícias. Es una red regional de transmisión de la RBS TV, que tiene su ubicación en Porto Alegre.

## Historia

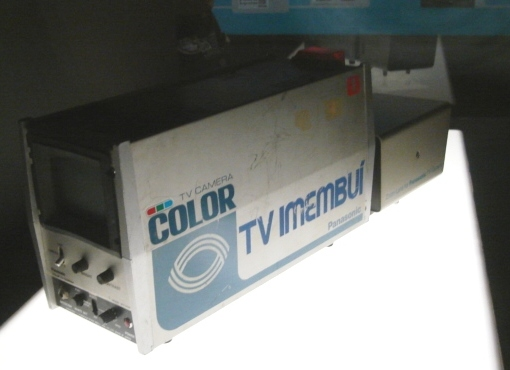
Cámara de TV Imembuí en la exhibición No Ar - 50 anos de vida (En el aire - 50 años de vida).

TV Imembuí, canal 12 de Santa Maria, fue fundado el 13 de diciembre de 1969. La estación es una de las pioneras en el interior de Río Grande del Sur junto con la TV Caxias, de Caxias do Sul.
En sus primeros años, la TV Imembuí, instalada en la parte trasera de las instalaciones de Radio Imembuí, fue marcada por el amateurismo y el carácter artesanal. La estación estaba equipada con dos cámaras Maxwell, una mesa de control de sonido, una mesa de corte y telecine. Además de los programas locales producidos en Santa Maria, la TV Imembuí también transmitía la programación de TV Gaúcha en la tarde.
En el año 1973, debido a la falta de recursos publicitarios para continuar las producciones locales de la estación, el control accionario de TV Imembuí pasó a ser de TV Gaúcha,lo que marcó el inicio de una nueva etapa en la estación. El 9 de septiembre de 1973, pasó a integrar el Grupo RBS. Al unirse a RBS, se ha convertido en afiliada de Rede Globo, transmitindo la programación local de TV Gaúcha, producida en Porto Alegre, y la programación de TV Globo producida en Río de Janeiro.

## RBS TV Santa Maria en la TV digital
El diario Zero Hora anunció en la edición del 10 de noviembre de 2011 que la estación va a transmitir su señal digital por canal 33, todavía no hay fecha definida para el inicio de las transmisiones.

## Consignas
- A imagem do coração do Rio Grande (La imagen del corazón de Río Grande) - 1969
- Uma emissora a serviço da comunidade (Una estación a servicio de la comunidad) - 1991
- Aqui o Rio Grande se vê - 1993
- Cada vez mais perto de você (Cada vez más cerca de ti) - 1994
- Tudo por você - 1996
- Sempre o melhor pra você (Siempre lo mejor para usted) - 2001
- A gente mostra, você vê(Nosotros mostramos, usted ve) - 2002
- Sua vida na TV (Su vida en la TV) - 2003
- A gente faz pra você (Nosotros lo hacemos por usted) - 2008